# Раджи, Оттавиано
Оттавиано Раджи (итал. Ottaviano Raggi; 31 декабря 1592, Генуя, Генуэзская республика — 31 декабря 1643, Рим, Папская область) — итальянский куриальный кардинал и доктор обоих прав. Губернатор Рима и вице-камерленго Святой Римской Церкви с 1 января 1625 — 14 февраля 1628. Генеральный аудитор Апостольской Палаты с 30 марта 1637 по 16 декабря 1641. Епископ Алерии с 12 января по 31 декабря 1643. Кардинал-священник с 16 декабря 1641, с титулом церкви Сант-Агостино с 10 февраля 1642 по 31 декабря 1643. 